# Ratusz w Zielonej Górze
Ratusz w Zielonej Górze – znajduje się pośrodku zielonogórskiego Starego Rynku.

## Historia
Data budowy pierwszego ratusza nie jest znana. Była to budowla drewniana, która spłonęła podczas pożaru miasta. Obecny ratusz przyjmuje się, iż został zbudowany w XV wieku w stylu gotyckim. Był kilkakrotnie przebudowany między innymi po pożarach miasta w XVI i XVII wieku, płonął w 1582, 1627 i 1651, do 1582 była to budowla drewniana, po odbudowie w 1590 powstał prawdopodobnie dwupiętrowy murowany budynek o rzucie prostokąta. Od pierwszej połowy XVII wieku w ratuszowych piwnicach działała winiarnia, pierwszy raz wzmiankowano jej istnienie w 1639. Pierwszy raz gmach został otynkowany podczas odbudowy po 1651, w 1742 dobudowano południowe skrzydło. Od 1741 przez siedem lat, do czasu wybudowania nowej świątyni ewangelickiej odprawiano tu nabożeństwa. Obecny wygląd uzyskał na przełomie XVIII i XIX wieku, kiedy to podczas remontu ponownie został otynkowany na kolor zielony i barwa ta utrzymała się przez 188 lat. Przebudowano wówczas zachodnią elewację, która uzyskała formę klasycystyczną. Kolejna przebudowa miała miejsce w 1846, dobudowano wówczas skrzydło północne. W 1919 przekształcono wnętrza i elewację oraz przeprowadzono rozbudowę lewego skrzydła dodając trzecią kondygnację. Podczas renowacji przeprowadzonych w 1989 odsłonięto na elewacji frontowej blendę datowaną na XV wiek, dzięki czemu obalono teorię, że budynek powstał nie wcześniej niż w XVIII wieku.
Nad ratuszem góruje wysmukła gotycko-barokowa wieża z połowy XVI wieku, w 1582 podwyższona do wysokości 54 metrów. Przebudowana w 1669, a następnie w 1777 oraz w XX wieku nakrywa ją barokowy hełm z trzema latarniami. W wyniku wymiany w 1801 elementów budowlanych jej górnej części bez jego demontażu popełniono błąd konstrukcyjny w wyniku którego jest on nieznacznie przekrzywiony, co jest widoczne od ulicy Krawieckiej.
Obecnie w ratuszu mieści się m.in. Sala Ślubów i obraduje Rada Miasta.